# Miriam Corsini
Miriam Corsini (sinh ngày 5 tháng 5 năm 1989 tại Milan, Ý) là một vận động viên bơi lội người Mozambique chuyên về bơi ếch. Vào năm 2011, cô đã giành được huy chương bạc trong 50 lần bơi ếch, tại Đại hội Thể thao toàn châu Phi. Vào năm 2013, cô là vận động viên bơi lội Mozambican đầu tiên có được thời gian tham dự Giải vô địch thế giới FINA lần thứ 15.